# عزيز جنيد
عزيز جنيد هو لاعب كرة قدم مغربي من مواليد 13 يناير 1984 بمدينة آسفي، شغل مهاجم في عدة أندية مغربية مثل أولمبيك آسفي، شباب المسيرة، الجيش الملكي.

## إنجازاته
الجيش الملكي :
- الدوري المغربي الممتاز
  - الوصافة : 2013

- كأس العرش
  - النهائي : 2012

## روابط خارجية
- عزيز جنيد على موقع قاعدة بيانات كرة القدم.إي يو (الإنجليزية)

- عزيز جنيد على موقع كووورة